# 深圳数据经济研究院
深圳数据经济研究院（英語：Shenzhen Institute of Data Economy，简称深圳数经院，英文简称SIDE）位于中华人民共和国深圳市南山区，是由香港中文大學（深圳）与深圳市前海深港现代服务业合作区管理局（简称“前海管理局”）联合倡议，于2020年12月挂牌港中大（深圳）成立的一所研究机构，定位为政府智庫，旨在从事数据经济相关学术研究、政策智库与产业合作。2023年12月，深圳数经院正式入驻前海合作区。